# Grand Prix RTL International
Der Grand Prix RTL International war ein Musikwettbewerb, der von 1969 bis 1972 jährlich vom damaligen Sender Radio Luxemburg veranstaltet wurde.

## Durchführung
Beteiligen konnten sich Produzenten aus den Ländern, die Radio Luxemburg in der jeweiligen Landessprache belieferte. Von 1970 bis 1972 übertrug das ZDF die Veranstaltung. Der Wettbewerb musste bereits 1973 aus finanziellen Gründen eingestellt werden.

## Teilnehmer
(unvollständig)
- 1969
  - Sieger: Großbritannien J.A. Freeman mit When you walked out of my life (Freedman) Decca 25383
  - Deutschland Mary Roos mit Die Legende der Liebe CBS 4685, frz. Version La legende de l'amour
  - Deutschland Peggy March mit Mister Giacomo Puccini RCA 74-16007
  - Deutschland Freddy Quinn mit Als ich noch ein Junge war Polydor 53481
  - Niederlande The New Inspiration mit My world 's beginning DECCA – 23854
  - Frankreich Rika Zaraï mit 21 rue des amours Philips 336 280
  - Luxemburg Chris Baldo mit Amour de vacances  DECCA 26 217 Y
  - Großbritannien Vince Hill mit Little Bluebird (Vince Hill – Ernie Dunstall) Columbia 1C006-04256
  - The Valverde Brothers mit River of my mind CBS 4519

- 1970 (28. Oktober)
  - Sieger: Frankreich Mike Brant mit Mais dans la lumière (J. Renard) CBS 5245
  - 2. Großbritannien Richard Barnes mit Go north (Tony Hazzard) Philips 6005 039, dt. Version Wer weiß Philips 6053 002
  - 3. Niederlande Greenfield & Cook mit The end (Greenfield & Cook) Polydor 2050 037
  - Deutschland Haide Hansson mit Du bist das Leben (Szenker – Lego) Columbia 1C 006-28 771
  - Deutschland Gigliola Cinquetti mit Mein Ideal (Scharfenberger – Feltz) Polydor 2041 071
  - Deutschland Peter Rubin mit Wir sitzen beide am selben Feuer (Scharfenberger – Feltz) Polydor 2041 075
  - Luxemburg Monique Melsen mit En frappant dans tes mains (Sylvia Beck – André Barse) Philips 6009 116, dt. Version Jawohl mein Schatz Columbia 1C 006-28 790
  - Luxemburg Peter & Alex mit Einer träumt nur von dir Liberty 15397
  - Großbritannien Julie Rogers mit Children of my mind Ember 14 817 AT
  - Großbritannien Pickettywitch mit Baby I won't let you down Pye PV 15349
  - Belgien Conventions mit Alone (Bruno Libert)
  - Frankreich Serge Prisset mit Tes lèvres ont le goût du beaujolais nouveau (Serge Prisset) Mercury 6011 017
  - Frankreich Frida Boccara mit Mister Callaghan (Eddy Marnay – Philippe Monet) Philips 6009 094

- - Außer Konkurrenz:
  - Joe Dolan mit You're such a good looking woman
  - Joe Dolan mit My Way
  - Freddy Quinn mit Wo meine Sonne scheint
  - Freddy Quinn mit River Melodie
  - Dalida mit Ils ont changé ma chanson
  - Joe Dassin mit Les Champs-Elysées
  - Joe Dassin mit L'amérique
  - Shocking Blue mit Venus

- 1971 (22. Oktober, Luxemburg, Noveau Theatre)
  - Sieger: Deutschland Miguel Ríos mit Sonnenschein und Regenbogen Polydor 2001 222
  - 2. Großbritannien Union Express mit Ring a ring of roses (Trad. – Curtis) Decca DL 25 482
  - 3. Frankreich Daniel Popp mit Le grand bazar Polydor  2056 102
  - Belgien Ric Seroka mit Hope  (V. van Kerkhove – R. Seroka) CBS 7542
  - Frankreich Triangle mit Viens avec nous EMI C 200611811
  - Frankreich Marie mit Dans le ciel
  - Deutschland Manuela mit Prost Onkel Albert Telefunken U 56 173
  - Deutschland Thomas Hock mit Du weißt es CBS 7543
  - Großbritannien Richard Harris mit My boy Probe 5C 00692995
  - Großbritannien Brotherhood of Man mit California Sunday Morning Deram DM 341
  - Luxemburg Fausti mit Sweet Mary-Ann
  - Niederlande Greenfield & Cook mit Only Lies (Greenfield – Cook) Polydor 2050 134

- - Außer Konkurrenz, Verleihung der goldenen Sendetürme für die besten Sängerinnen und Sänger 1971:
  - Michel Sardou mit "Les bals populaire"
  - Focus mit "House of the King"
  - Michel Delpech mit "Pour un Flirt"
  - Lulu mit "Oh me oh my"
  - Lulu mit "Boom bang-a-bang"
  - Roy Black mit "Weißt du noch"
  - Roy Black mit "Wo bist du"

- 1972 (19. Oktober)
  - Sieger: Großbritannien Bay City Rollers mit Mañana Bell 2008 105
  - 2. Großbritannien Yellowstone & Voice mit Days to remember  Bellaphon – BF 18135
  - 3. Großbritannien Steve´n´Bonnie mit Eyes of tomorrow Young Blood DL 25 542
  - Deutschland Peter Horton mit Es ist uns're Welt (Horton / Schäuble) Polydor 2041 340
  - Deutschland Lena Valaitis mit Kann sein – vielleicht Philips 2003 272
  - Deutschland Costa Cordalis mit Maria, Maria
  - Luxemburg Mary Cristy mit Comme le vent, dt. Version Leider war es Liebe Ariola 12378 AT
  - Frankreich Martin Circus mit Il faut rever Vogue 45 V 4129
  - Frankreich Gérard Lenorman mit Les matins d'hiver CBS 8427
  - Frankreich Pierre Groscolas mit Je retiendrai le temps Rtrema 50005
  - Belgien New Inspiration mit Bottle of whisky (Velt, Roan, Wolfaert) Pink Elephant – PE 22681
  - Niederlande Oscar Harris mit A war i never wanted (Harris – Smith) Elephant BE 24015
  - Daliah Lavi
  - Mouth & MacNeal
  - Elfi Graf mit Sie sagen es ist Liebe (Rödelberger – Stankovski) Polydor 2041 317